# Alexander Stirling Calder

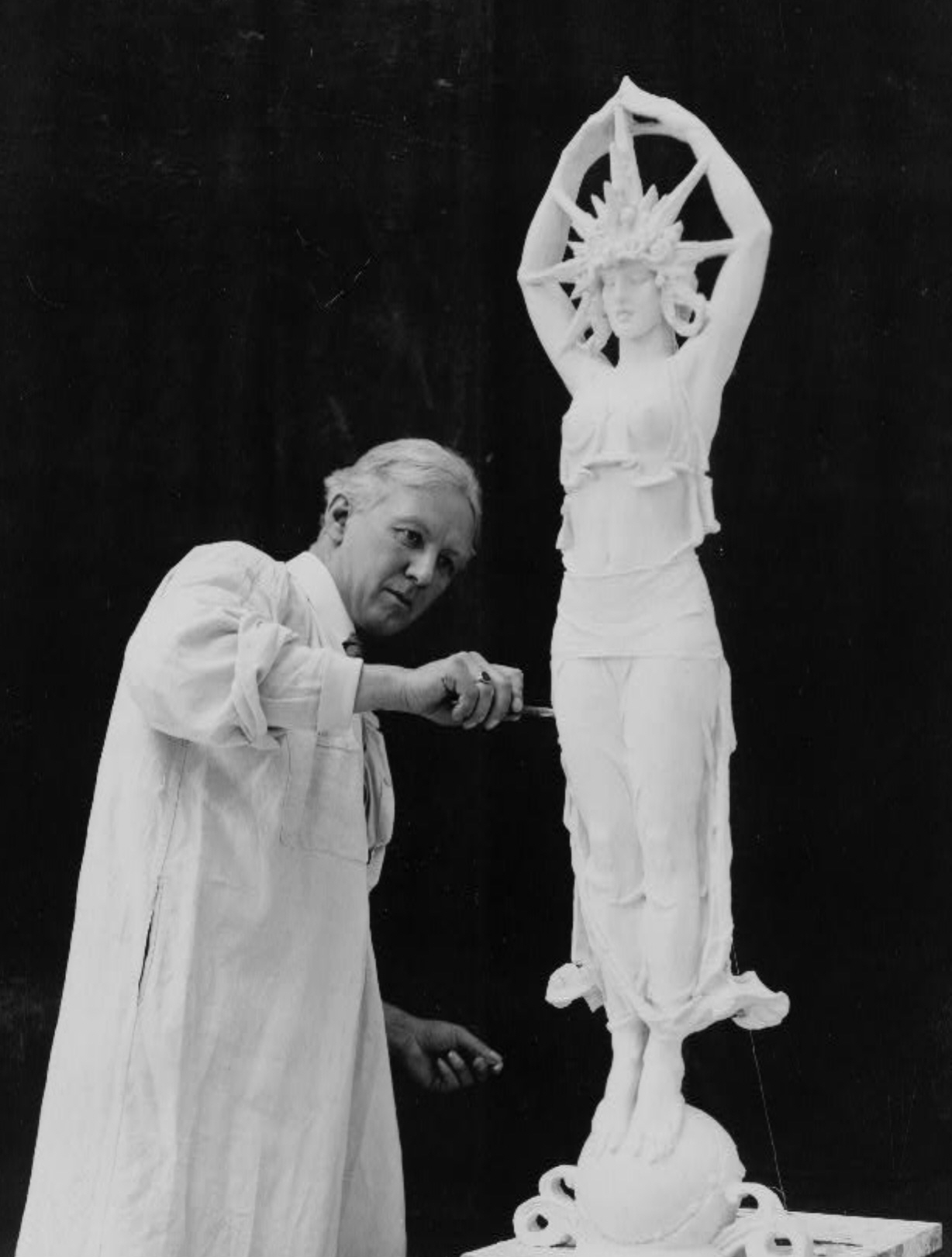
Alexander Stirling Calder

Alexander Stirling Calder (* 11. Januar 1870 in Philadelphia; † 7. Januar 1945 in New York) war ein US-amerikanischer Bildhauer.

## Leben
Alexander Stirling Calder war der Sohn des Bildhauers Alexander Milne Calder und Vater des Bildhauers und Objektkünstlers Alexander Calder. Calder begann in der Werkstatt des Vaters und assistierte ihm bei der Herstellung der umfangreichen, 250 Einzelfiguren umfassenden Skulpturengruppe für die Philadelphia City Hall (vollendet 1893). Die Gestaltung des Arms einer der Figuren soll eine seiner ersten Arbeiten gewesen sein. 1885 studierte er bei dem Maler Thomas Eakins an der Pennsylvania Academy of the Fine Arts. 1890 zog Calder nach Paris, wo er zunächst an der privaten Kunstakademie Académie Julian bei Henri Chapu studierte und im Anschluss an der École des beaux-arts angenommen wurde, wo er dem Atelier von Alexandre Falguière beitrat.

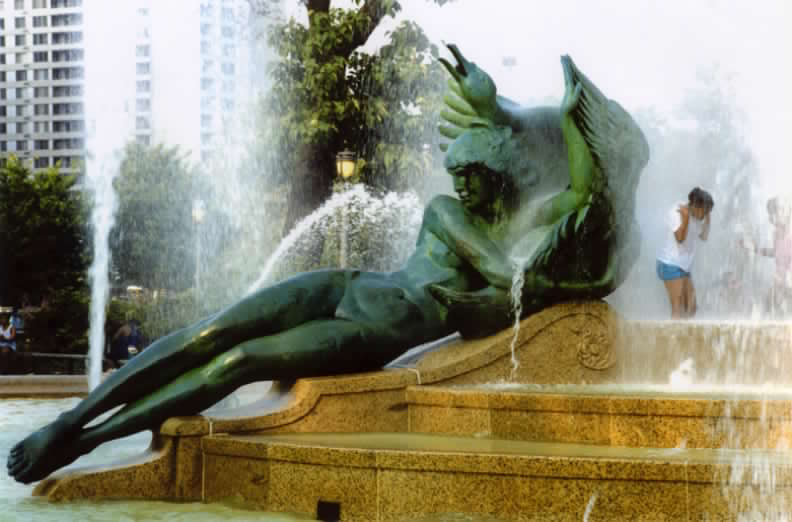
Alexander Stirling Calder: Swann Memorial Fountain (1920) Philadelphia, Pennsylvania

1902 kehrte er nach Philadelphia zurück, um sich ernsthaft mit der Bildhauerei auseinanderzusetzen. Er unterrichtete an verschiedenen Schulen, so an der Pennsylvania Academy of the Fine Arts, wo er Bildhauerei und Anatomisches Zeichnen lehrte, an der School of Industrial Art, sowie an der National Academy of Design und der Art Students League of New York.
Zusammen mit dem österreichischen Bildhauer Karl Bitter wurde Calder 1912 für das Skulpturen-Programm der Panama-Pacific International Exposition zur Feier der Fertigstellung des Panamakanals im Rahmen der Weltausstellung 1915 in San Francisco ausgewählt. Für Calder, der in New York ein Studio betrieb, standen in den 1910er und 1920er Jahren zahlreiche bekannte zeitgenössische Personen, vor allem Schauspielerinnen Modell, unter anderem posierte die einstmals in den USA beliebte Schauspielerin Audrey Munson für die Werke Star Maiden und Eastern Hemisphere – Fountain of Energy (beide 1915).

## Werke

### Architektonische Skulpturen
- Mitarbeit an der Skulpturengruppe des Vaters für die Philadelphia City Hall, beendet 1893
- Figuren für das Witherspoon Building, Presbyterian Historical Society, Philadelphia, 1898/99
- 6 Zwickelfiguren für das Throop Polytechnic Institute (heute California Institute of Technology), Pasadena, 1906
- Fries des Missouri State Capitol, Jefferson City, Missouri, 1924
- Vier Figuren von berühmten Schauspielerinnen für das I. Miller Building, New York, 1928

### Einzelne Arbeiten
- Sundial, West Fairmount Park, Philadelphia, 1906
- Henry Charles Lea Memorial, Laurel Hill Cemetery, Philadelphia, 1911
- Depew Fountain, Indianapolis, 1916 (Calder vollendete diesen Auftrag von Karl Bitter nach dessen Tod)
- George Washington, Washington Square Arc, New York, 1916
- Swann Memorial Fountain, Philadelphia, 1920
- Asia, Africa, Europe & America, Torpfosten und Brunnen des University Museum, Philadelphia, in den 1920er Jahren
- Shakespeare Memorial, Philadelphia, 1926
- Leif-Eriksson-Denkmal vor der Hallgrímskirche, Reykjavík, 1930

Galerie
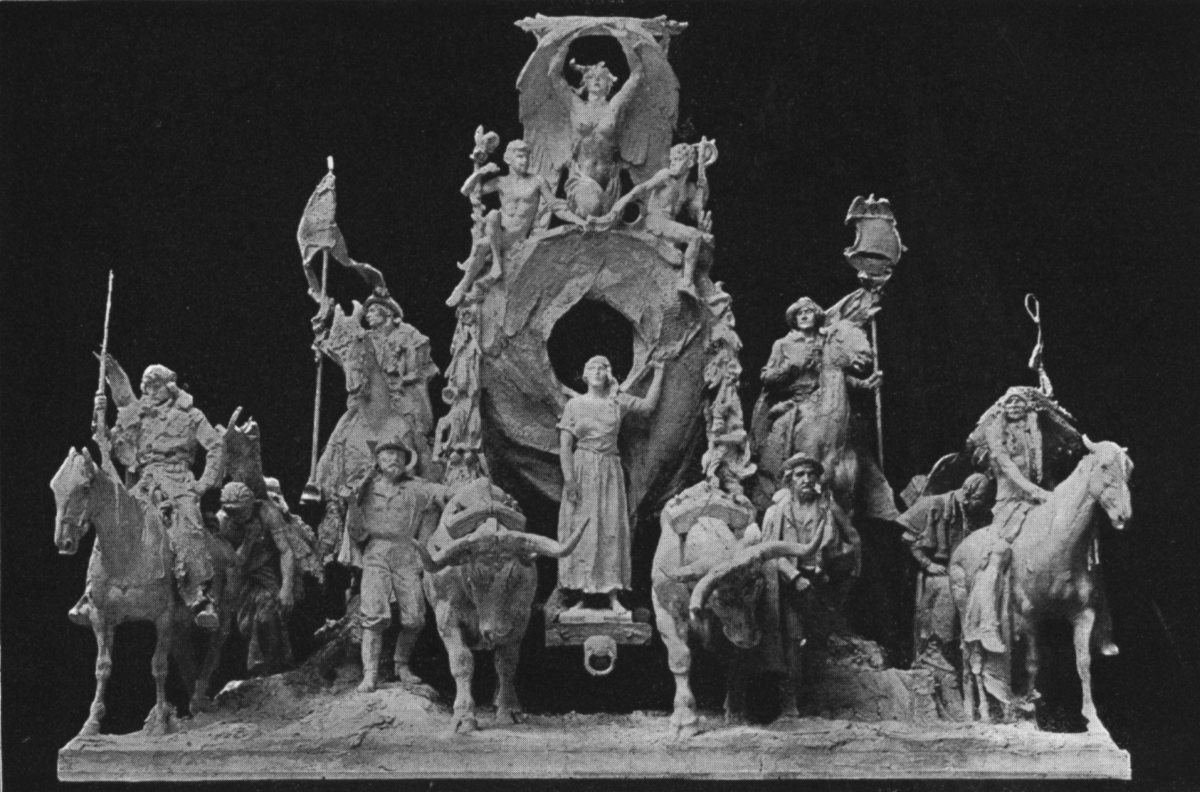
The Nations of the West (1915) Panama-Pacific Exposition, San Francisco
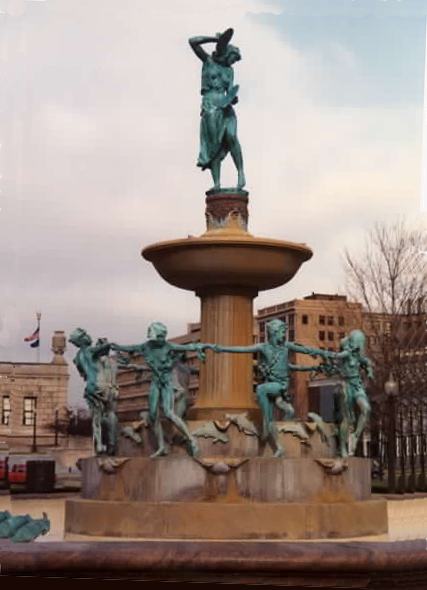
Depew Memorial Fountain (1916) Indianapolis, Indiana
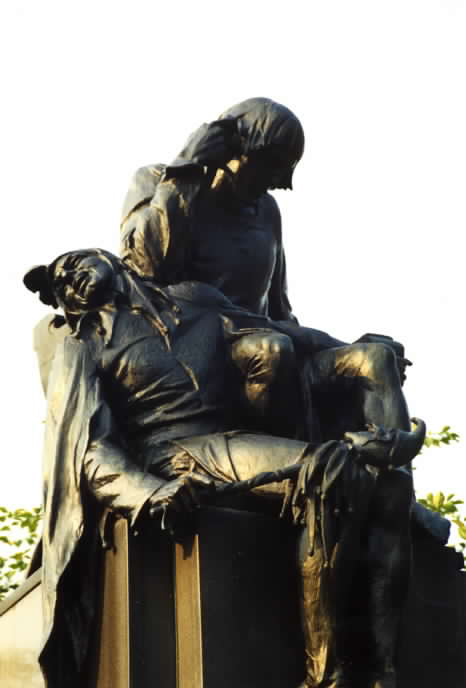
Shakespeare Memorial (1926) Philadelphia, Pennsylvania

## Ehrungen
- 1913: Wahl zum Mitglied (N.A.) der National Academy of Design in New York[1]
- 1916: Wahl zum Mitglied der American Academy of Arts and Letters[2]